# Atethmia syriaca
Atethmia syriaca là một loài bướm đêm trong họ Noctuidae.